# 八楽会教団
八楽会教団（はちらくかいきょうだん）は、福岡県みやま市に本部を置く宗教団体である。

## 教団概要
- 開祖：小川耕一郎
- 本部：福岡県みやま市瀬高町大草1086番地
- 沿革：教祖である小川耕一郎は18歳のときに神がかりを体験し、戦後になって天理教の修養科を終了し、八楽精神修養道場を開設。昭和30年（1955年）に本名の「八郎」から「耕一郎」に改名。翌年9月に宗教法人八楽会総本部設立。教祖の小川耕一郎は昭和55年（1980年）に死去、息子の益美が二代目を継ぎ、現在は益美の息子である大和が三代目教主となっている。
- ４月上旬には1000本のしゃくなげが咲き誇る　八楽奥之院（しゃくなげ寺）には多くの観光客が訪れる。